# シモン・ボリバル (原子力潜水艦)
シモン・ボリバル(USS Simon Bolivar, SSBN-641)は、アメリカ海軍の原子力潜水艦。ベンジャミン・フランクリン級原子力潜水艦の2番艦。艦名はシモン・ボリバルに因む。

## 艦歴
シモン・ボリバルの建造は1962年11月1日にバージニア州ニューポート・ニューズのニューポート・ニューズ造船所に発注され、1963年4月17日に起工した。1964年8月22日にトーマス・C・マン夫人によって進水し、1965年10月29日にブルー班艦長チャールズ・H・グリフィス中佐およびゴールド班艦長チャールズ・A・オレム中佐の指揮下就役した。
1965年12月後半から1966年1月にかけてシモン・ボリバルは示威整調活動を行う。ゴールド班は1月17日にケープカナベラル沖でA-3 ポラリスミサイルの発射に成功し、その2週間後にブルー班も発射に成功した。2月にゴールド班はカリブ海で整調活動を続け、翌月に母港がサウスカロライナ州チャールストンに変更された。信頼性試験期間に小修正が行われ、4月にブルー班乗組員は第1回と第3回の戦略抑止哨戒準備を行い、その間にゴールド班乗組員は訓練および第2回の戦略抑止哨戒準備に入る。シモン・ボリバルは1967年1月に第18潜水戦隊 (SubRon 18) の一部として第3回の哨戒を完了した。
定期的な哨戒活動は1971年2月7日まで継続し、その後バージニア州ニューポート・ニューズでオーバーホールが行われる。この間に艦はポセイドン・ミサイルが運用できるよう改修された。
シモン・ボリバルは1972年5月12日にニューポート・ニューズを出航し、オーバーホール後の整調およびブルー、ゴールド両班の回復訓練を9月16日まで行った。1972年の後半は定期哨戒任務に戻る。
1974年10月にシモン・ボリバルはチャールストンの第18潜水戦隊に復帰する。艦は1974年のBattle "E"を受章した。また、大西洋艦隊において最も傑出した弾道ミサイル潜水艦としてProvidence Plantation Awardも受章した。続く1975年および1976年もBattle "E"を受章する。1979年2月、40回目の哨戒後にシモン・ボリバルはメイン州キタリーのポーツマス海軍造船所に入り、オーバーホールおよび C-4 トライデント・ミサイル運用のための改修が行われた。作業が完了すると1981年1月に母港のチャールストンに帰還する。その後ジョージア州キングス・ベイで修理を行った後哨戒を続け、1982年には再びBattle "E"を受章した。1983年の夏にはトライデント・ミサイルの発射試験に成功した。
シモン・ボリバルは1994年9月に不活性化が行われ、1995年2月8日に退役、同日除籍された。1994年10月1日にワシントン州ブレマートンで原子力艦再利用プログラムに従って解体が始まり、1995年12月1日に作業は完了した。